# Théâtre antique du Haut-du-Verger
Le théâtre antique du Haut-du-Verger est un édifice gallo-romain de spectacles situé sur la commune française d'Autun, dans le département de Saône-et-Loire.
Il est construit au cours du Ier siècle, agrandi quelques décennies plus tard jusqu'à atteindre un diamètre de 116 m mais il semble déjà en ruine vers l'an 270. Découvert en 1976 grâce à la prospection aérienne — tous ses vestiges sont enfouis — et étudié de manière approfondie depuis 2012, il fait partie de la parure monumentale d'un vaste sanctuaire suburbain au nord-ouest de la ville antique d'Augustodunum. Il est, avec le théâtre romain d'Autun situé intra muros, le second édifice de spectacles du même type de la ville.

## Localisation

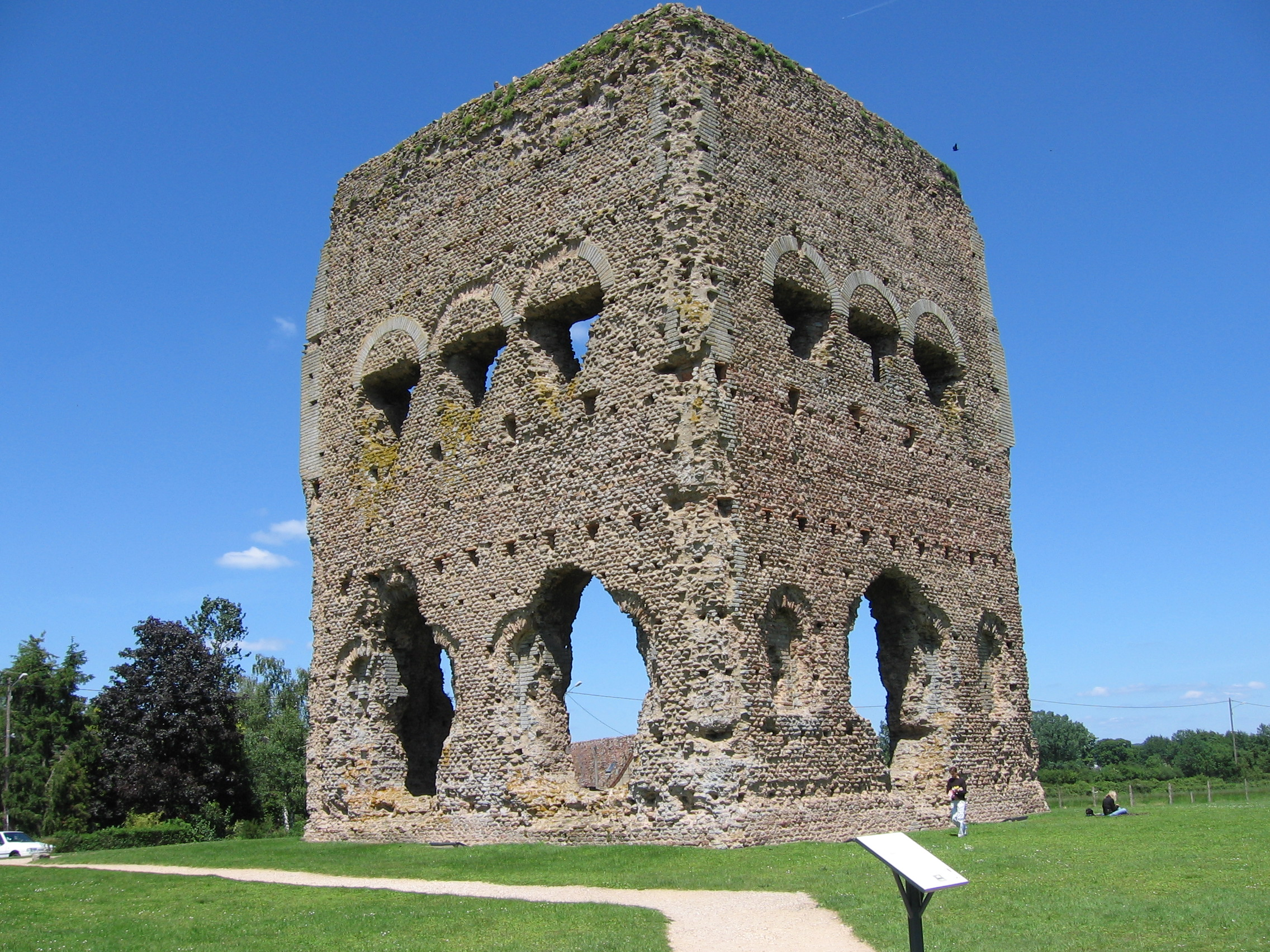
Le temple de Janus.

Dans le quartier moderne de la Genetoye au nord-ouest de la ville antique d'Augustodunum, un vaste complexe monumental, identifié comme un sanctuaire suburbain, se développe sur environ 45 hectares, au confluent de l'Arroux et du Ternin. Il est traversé par la voie antique qui, quittant Augustodunum par la porte d'Arroux, se dirige vers Orléans et Bourges.
Limité du nord à l'est et au sud par les deux rivières, et à l'ouest par un chenal daté du Ier siècle qui les relie, ce sanctuaire monumental est doté d'une trame structurée de voies. L'une d'entre elles passe devant le théâtre. Il regroupe le théâtre du Haut-du-Verger au nord, le temple de Janus au centre, un quartier artisanal entre et autour de ces monuments ainsi qu'une nécropole à sa pointe sud.
L'existence de deux théâtres antiques — le théâtre romain d'Autun intra muros et le théâtre du Haut-du-Verger extra muros pour Augustodunum — n'est pas rare pour les villes ayant rang de capitale de civitas.

## Découverte

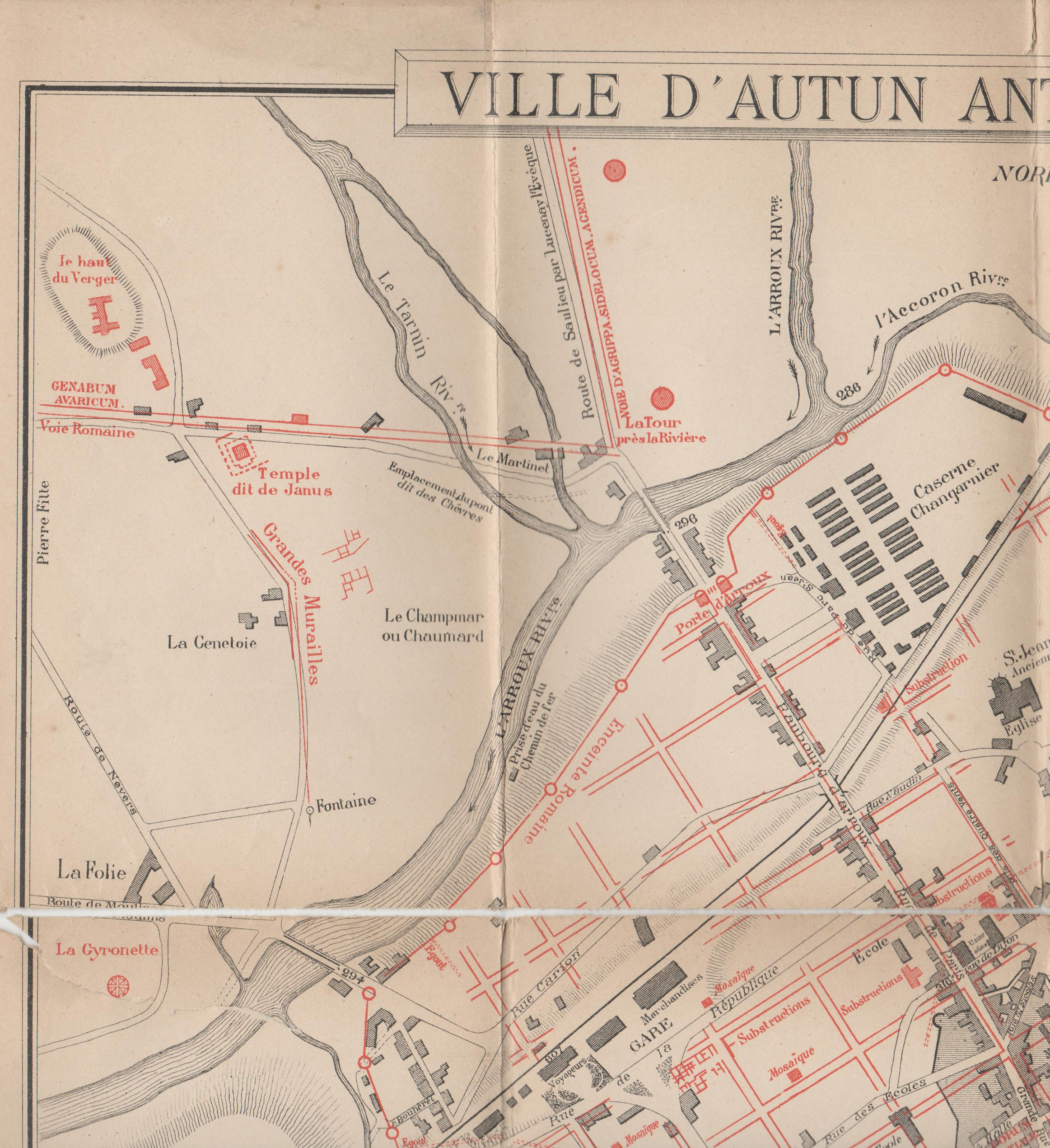
Carte publiée dans l'ouvrage d'Harold de Fontenay Autun et ses monuments en 1889, détail sur la Genetoye.
Sont seulement indiquées la voie romaine, le temple de Janus et la tour de la Gyronette.

Même si l'existence de monuments antiques dans le quartier de la Genetoye est avérée de longue date, puisque le temple de Janus reste debout et que le mausolée de la Gironette, qui marquait au sud l'emplacement d'une nécropole, est connu grâce à un relevé réalisé au XIXe siècle par Jean Roidot-Déléage, la découverte du théâtre du Haut-du-Verger est récente. Elle est due aux prospections aériennes réalisées en 1976 par René Goguey : la sécheresse qui sévit alors révèle l'empreinte du théâtre dans le couvert végétal d'une petite butte,.
Aucune structure du monument n'émergeant à l'air libre, un premier sondage exploratoire est réalisé en 1977, mais cette découverte ne modifie que très tardivement la conception qu'ont les historiens de la ville antique d'Augustodunum et aucune fouille d'envergure n'est menée jusqu'aux années 2010. C'est en 2012 qu'est lancé, sous la direction du service d'archéologie de la ville d'Autun, un programme pluriannuel de recherches qui s'intéresse à l'ensemble du quartier de la Genetoye, et pas seulement au théâtre. Ce programme associe les différentes disciplines archéologiques : fouilles de terrain, prospection géophysique, photographie aérienne et examen approfondi des sources écrites. Dès 2013, une première restitution du plan du théâtre du Haut-du-Verger peut être proposée, affinée au cours des années qui suivent,.

## Description et chronologie

### Trois phases de construction avant l'abandon
La chronologie de l'édifice est encore assez mal connue mais les récentes recherches permettent de l'entrevoir. Dans la seconde moitié du Ier siècle, un théâtre de dimensions réduites (70  à   80 m de diamètre). Quelques décennies plus tard, à la fin du Ier siècle ou au début du IIe siècle, il est agrandi et acquiert le caractère monumental que les vestiges révèlent. Au début du IIIe siècle il est restructuré et encore embelli.
Pourtant, il est abandonné et peut-être ruiné dès les années 270. Il est possible qu'il ait été fortifié au moment ou après le siège d'Augustodunum par Victorin à l'hiver 269-270, mais cela reste une simple hypothèse non vérifiée, fondée sur les nombreuses pièces de militaria retrouvées sur le site. Pendant la phase d'abandon du monument, tous les blocs de grand appareil sont récupérés ainsi que, sans doute, les revêtements des gradins et du sol de l'orchestra.
Au Moyen Âge un dispositif de franchissement du chenal qui délimitait le site antique semble être construit avec des blocs récupérés sur les ruines du théâtre.

### Un monument s'éloignant des « canons » classiques
La cavea du théâtre affecte une forme parfaitement semi-circulaire. Toutefois, certaines dispositions de ses gradins conduisent à exclure le théâtre du Haut-du-Verger du groupe des théâtres romains classiques, du point de vue architectural. Le terme d'« édifice de spectacle de type gallo-romain » est d'ailleurs employé. Ce type de monument, qui associe les caractéristiques d'un amphithéâtre romain à celles d'un théâtre et dont l'appellation (amphithéâtre ou théâtre) est toujours discutée, ne se rencontre qu'en Gaule, et principalement, comme ici à la Genetoye, dans des ensembles monumentaux ruraux ou suburbains.
Dans sa configuration monumentale, le théâtre mesure 116,54 m de diamètre pour une profondeur de 70,56 m, soit sensiblement la taille du théâtre antique de Vienne dont la capacité est estimée à 13 000 places. La largeur de son orchestra est de 24,55 m mais l'architecture de sa scène est très mal connue.
La conception des murs pose encore question : il est possible que des piliers de grand appareil supportent tout le poids des structures supérieures, leur intervalle étant constitué de cloisons plus légères, à l'image du théâtre de Marcellus à Rome. Le mur de façade du théâtre, qui fait le tour de la cavea, épais d'environ 3 m, est peut-être orné d'une série d'arcades. Les gradins inférieurs de sa cavea font l'objet d'une décoration spéciale : ils sont manifestement réservés aux notables de la ville. Un aménagement tardif, à l'angle sud du théâtre, facilite l'accueil du public venant du temple de Janus. Les eaux pluviales s'écoulant dans le théâtre sont recueillies, canalisées et évacuées : un couloir semi-circulaire, creusé d'un caniveau, sépare la cavea aux deux tiers de sa hauteur ; un autre caniveau traverse l'aire située au bas des gradins.